# Vid, Madžarska
Vid je vas na Madžarskem, ki upravno spada pod podregijo Ajkai Županije Veszprém.